# Józef Marchewka
Józef Marchewka (ur. 8 marca 1923 w Bukowie, zm. 27 lipca 2018 w Złocieńcu) – polski ślusarz, poseł na Sejm PRL VI i VII kadencji.

## Życiorys
Syn Józefa i Wiktorii. Uzyskał wykształcenie zasadnicze zawodowe. Ukończywszy zasadniczą służbę wojskową, był od 1947 do 1949 pracownikiem cywilnym Dywizji Rolno-Gospodarczej, po czym pracował w Państwowym Ośrodku Maszynowym, a od 1956 był ślusarzem i maszynistą pomp wodociągowych w Miejskim Przedsiębiorstwie Gospodarki Komunalnej i Mieszkaniowej w Złocieńcu. 15 października 1960 został członkiem Polskiej Zjednoczonej Partii Robotniczej. Od czerwca 1975 do stycznia 1980 zasiadał w egzekutywie jej Komitetu Wojewódzkiego w Koszalinie.
W 1972 i 1976 uzyskiwał mandat posła na Sejm PRL w okręgach kolejno Szczecinek i Koszalin. W trakcie VI kadencji zasiadał w Komisji Budownictwa i Gospodarki Komunalnej, a w trakcie VII w Komisji Administracji, Gospodarki Terenowej i Ochrony Środowiska oraz w Komisji Budownictwa i Przemysłu Materiałów Budowlanych.
Pochowany na cmentarzu komunalnym w Złocieńcu.

## Odznaczenia
- Brązowy Krzyż Zasługi
- Medal 30-lecia Polski Ludowej